# Contrato gratuito
Contrato gratuito (del latín: contractus gratuītus) es un tipo de contrato en que una de las partes realiza la prestación por mera liberalidad, sin esperar recibir nada a cambio. También se dice que es aquel en que una sola de las partes tiene por objeto la utilidad de la prestación, sufriendo la otra el gravamen. Los contratos gratuitos más comunes son el contrato de donación, el comodato, la fianza y el depósito.

## Características

### Son normalmente unilaterales
Por norma general, los contratos gratuitos son unilaterales. Excepcionalmente, el contrato de matrimonio es un contrato gratuito y bilateral, ya que ambas partes realizan su prestación sin esperar recibir ninguna ventaja económica a cambio. También son bilaterales, según López Santa María, el mandato no remunerado y la donación con cargas.

### Son normalmenteintuitu personæ
A diferencia de los contratos onerosos, los contratos gratuitos normalmente se celebran en consideración a las personas intervinientes. Por eso los contratos gratuitos son intuitu personæ, de lo cual resulta que el error en la identidad de la persona vicia el consentimiento, siendo rescindible el acto jurídico. Sólo excepcionalmente los contratos onerosos son intuitu personæ, como en el contrato de transacción.